# 白萼委陵菜
白萼委陵菜（学名：Potentilla betonicifolia）为蔷薇科委陵菜属的植物。分布于俄罗斯、蒙古以及中国大陆的吉林、河北、黑龙江、内蒙古、辽宁等地，生长于海拔700米至1,600米的地区，多生于山坡草地及岩石缝间，目前尚未由人工引种栽培。

## 别名
三出萎陵菜（东北植物检索表）、白叶委陵菜（东北草本植物志）

## 异名
- Potentilla leucophylla Pall. nom. subnud.